# 1630 w literaturze
Wydarzenia literackie w 1630 roku.

## Nowe książki
- polskie
  - Kasper Twardowski – Kolebka Jezusowa (data wydania niepewna)

## Nowe poezje
- polskie
  - Henryk Chełchowski – Uciecha bogiń parnaskich, Gwar leśny
  - Jan Żabczyc – Symfonie anielskie